# Ayan Ahmed
Ayan Ahmed, även krediterad som Ayaan Ahmed, född 2000 i Somalia, är en svensk skådespelare. Hon är särskilt uppmärksammad för sin roll som Nala i TV-serien Snabba cash, för vilken hon blev belönad med priset för "Årets biroll" under Kristallen-galan 2023. Hon flyttade från Somalia till Etiopen vid 6 
års ålder och sedan därifrån till Sverige vid 8 års ålder och blev först placerad i Kiruna, men flyttade efter två år till Tensta.

## Filmografi
| År        | Titel               | Roll | Noteringar                         |
| --------- | ------------------- | ---- | ---------------------------------- |
| 2018      | No Ordinary Protest | -    | Kortfilm                           |
| 2021      | Ligga               | Amal | 2 avsnitt                          |
| 2021-2022 | Snabba cash         | Nala | Kristallen för bästa biroll (2023) |